# Björn Granath
Björn Gösta Tryggve Granath (født 5. april 1946 i Örgryte, Sverige - 5. februar 2017) var en svensk skuespiller.

## Teater
- Mistero Buffo

## Filmografi
- Mishandlingen (1969)
- Den magiska cirkeln (1970)
- Du er skrupskør, Madicken (1979)
- Madicken på Junibakken (1980)
- Svindlande affärer (1985)
- Selskabsrejsen 2 (1985)
- Dæmoner (1986)
- Plastposen (1986)
- Porttelefonen (kortfilm, 1987)
- Varuhuset (tv-serie, 1987)
- Pelle erobreren (1987)
- Et paradis uden billard (1991)
- Oksen (1991)
- Den gode vilje (1992)
- Jönssonligan & den svarta diamanten (1992)
- Sort Lucia (1992)
- Illusioner (1994)
- Vendetta (1995)
- Jerusalem (1996)
- Ørnens øje (1997)
- Et hjørne af paradis (1997)
- Aspiranterne (tv-serie, 1998)
- Kvinden i det låste værelse (tv-serie, 1998)
- Magnetisørens femte vinter (1999)
- Sherdil (1999)
- Troløs (2000)
- Rederiet (tv-serie, 2000-2002)
- Så hvid som sne (2001)
- Elina - som om jeg ikke fandtes (2002)
- Ondskab (2003)
- Playa del Sol (tv-serie, 2007)
- Mænd der hader kvinder (2009)
- Sound of Noise (2010)
- The American (2010)
- Gynekologen i Askim (tv-serie, 2011)
- Pax (2011)
- Nobels testamente (2012)
- Dom over død mand (2012)
- Her er Harold (2014)
- Således også på jorden (2015)
- Broen (tv-serie, 2015)
- Fortidens spor (tv-serie, 2017)
- Borg vs McEnroe (2017)
- Kingsman: The Golden Circle (2017)
- Sygeplejerskerne (tv-serie, 2017)
- Familien Löwander (tv-serie, 2017)